# Auburn-River-Nationalpark
Der Auburn-River-Nationalpark (engl. Auburn River National Park) liegt im australischen Bundesstaat Queensland, etwa 410 Kilometer nordwestlich von Brisbane und 255 Kilometer westlich von Maryborough. Er umfasst 405 Hektar und wurde 1964 unter Schutz gestellt.

## Allgemeines
Über große, wassergeformte lachsfarbene Granitsteine fließt der Auburn River durch den landschaftlich schönen Park und durchfließt dabei Schluchten mit steilen Hängen und Laubwäldern, wie sie in der Region ungewöhnlich sind. Bei den Wäldern handelt es sich um offene Eukalyptus-Wälder und tropische Trockenwälder. Die Eukalyptus-Wälder dominieren auf der südlichen Seite des Flusses, die Regenwälder auf der nördlichen Seite.
Diese Gegend ist erdbebengefährdet. Das erste in Queensland aufgezeichnete Erdbeben wurde 1878 von der Dykehead Station berichtet.

## Flora und Fauna
Dominante Baumarten sind die Eukalypten Eucalyptus melanophloia und Eucalyptus tereticornis, der wegen seines harten Holzes so genannte „Axtbrecher“ Geijera paniculata sowie die Flaschenbaum-Arten Brachychiton rupestris und Brachychiton australis. Entlang des Flusslaufes bewachsen auch Leptospermum und Zylinderputzer die felsigen Bereiche. Verbreitet sind Geweihfarne der Art Platycerium veitchii auf den Bäumen anzutreffen.
Ein bemerkenswerter Vertreter der Tierwelt im Park ist der Wanderfalke. An Beuteltieren kommen z. B. das Rote Rattenkänguru und das Bürstenschwanz-Felskänguru im Park vor. Reptilienarten sind u. a. der Regenbogenskink Carlia pectoralis und der Gecko Strophurus taenicauda. Insgesamt kommen im Park 15 gefährdete Reptilienarten vor. Ein ungewöhnlicher Bewohner der Flüsse ist auch der Australische Lungenfisch.

## Tourismus
Wanderwege unterschiedlicher Länge und Schwierigkeit sind vorhanden. Möglichkeiten zu Rasten und zu Campen sind eingerichtet, allerdings muss Trinkwasser mitgebracht werden. Darüber hinaus gibt es in der Umgebung von Mundubbera diverse Möglichkeiten zum Übernachten.